# عبد الله الصراف
عبد الله نجم الصراف (22 نوفمبر 1982-)، هو لاعب كرة سلة كويتي يلعب مع نادي القادسية ومنتخب الكويت لكرة السلة ويحمل الرقم 7.

## سيرته
ولد عبد الله الصراف في الكويت، ولعب لعدة أندية محلية وخليجية وعربية وآسيوية، وأُختير أفضل لاعب في الدوري الكويتي عدة مواسم، كما أنهُ حصل مع ناديه القادسية على العديد من الألقاب على المستوى المحلي والخليجي والعربي، كالدوري والكأس في الكويت، والبطولة الخليجية للأندية ثلاث مرات، والمركز الرابع في البطولة العربية مع نادي الكويت.

## فرق لعب لها
- نادي القادسية الرياضي
- نادي الكويت الرياضي
- نادي كاظمة الرياضي.[2]
- نادي العربي الرياضي - إعارة.
- نادي الاتحاد - لكرة السلة - إعارة.
- نادي بيبلوس اللبناني.
- نادي في الصين.

## إنجازاته
- الدوري الكويتي لكرة السلة: 9 مرات.
- هداف بطولة الخليج: 7 مرات.
- هداف آسيا.
- هداف العرب.